# Krista Pärmäkoski
Krista Pärmäkoski (nacida como Krista Lähteenmäki, Ikaalinen, 12 de diciembre de 1990) es una deportista finlandesa que compitió en esquí de fondo.
Participó en cuatro Juegos Olímpicos de Invierno, entre los años 2010 y 2022, obteniendo en total cinco medallas: plata en Sochi 2014, en el relevo 4 × 5 km (junto con Anne Kyllönen, Aino-Kaisa Saarinen y Kerttu Niskanen), tres medallas en Pyeongchang 2018, plata en los 50 km y bronce en 10 y 15 km, y bronce en Pekín 2022, en 10 km.
Ganó siete medallas en el Campeonato Mundial de Esquí Nórdico entre los años 2011 y 2021.

## Palmarés internacional
| Juegos Olímpicos   | Juegos Olímpicos            | Juegos Olímpicos  | Juegos Olímpicos     |
| Año                | Lugar                       | Medalla           | Prueba               |
| ------------------ | --------------------------- | ----------------- | -------------------- |
| 2014               | Sochi (Rusia)               | Medalla de plata  | Relevo 4 × 5 km      |
| 2018               | Pyeongchang (Corea del Sur) | Medalla de plata  | 50 km                |
| 2018               | Pyeongchang (Corea del Sur) | Medalla de bronce | 10 km                |
| 2018               | Pyeongchang (Corea del Sur) | Medalla de bronce | 15 km                |
| 2022               | Pekín (China)               | Medalla de bronce | 10 km                |
| Campeonato Mundial |                             |                   |                      |
| Año                | Lugar                       | Medalla           | Prueba               |
| 2011               | Oslo (Noruega)              | Medalla de plata  | Velocidad por equipo |
| 2011               | Oslo (Noruega)              | Medalla de bronce | Relevo 4 × 5 km      |
| 2013               | Val di Fiemme (Italia)      | Medalla de bronce | Velocidad por equipo |
| 2015               | Falun (Suecia)              | Medalla de bronce | Relevo 4 × 5 km      |
| 2017               | Lahti (Finlandia)           | Medalla de plata  | 15 km                |
| 2017               | Lahti (Finlandia)           | Medalla de bronce | Relevo 4 × 5 km      |
| 2021               | Oberstdorf (Alemania)       | Medalla de bronce | Relevo 4 × 5 km      |